# Операція Moonshot
Операція Moonshot -— програма уряду Великої Британії щодо впровадження масового тестування на COVID-19 в Англії в той же день, щоб забезпечити можливість проведення великих зібрань людей в цій країні при збереженні контролю над вірусом. Згідно Британському медичному журналу, програма націлена на проведення 10 мільйонів тестів в день до 2021 року.
Програма викликала стурбованість через її передбачуваної вартості — 100 млрд фунтів стерлінгів, згідно просочилася з урядовим документом, що становить приблизно три чверті від загальних річних витрат NHS England. Статистики також попередили, що, з огляду на похибки, властиві будь-якому тесту, масове тестування в таких масштабах може призвести до сотням тисяч хибнопозитивних результатів в день, в результаті чого дуже великій кількості людей буде сказано, що вони інфіковані, хоча це не так.
22 жовтня 2020 року стало відомо, що проект був «переведений» в програму NHS Test and Trace під керівництвом Дідо Хардінг. Починаючи з квітня 2021 року у Великій Британії як і раніше приділяється особлива увага масового скринінгу з використанням тестів бічного потоку, доступних у вигляді домашніх наборів.

## Опис
Тест, запропонований для програми, грунтувався на розробці нової технології для зразків слини або мазка, що дозволяє отримати позитивний або негативний результат протягом кількох хвилин, замість того, щоб вимагати проведення аналізу в лабораторії, процес якого може зайняти кілька днів. У ЗМІ, в тому числі в газеті Sheffield Telegraph, цей тест описується як схожий з тестом на вагітність. Передбачається, що, зробивши тест такого типу доступним, він позбавить людей від необхідності їхати в центр тестування, що може зажадати тривалої поїздки. На момент запуску єдиної перевіреної глобальної технологією для тестування COVID-19 була ПЛР.

## Структура
Операція проводилася в рамках заходів Міністерства охорони здоров'я і соціального забезпечення Великої Британії (DHSC) по боротьбі з COVID-19. Спочатку це була окрема державна програма, але в кінцевому підсумку вона була включена в національну програму NHS T&T. В рамках цієї програми був створений ряд напівнезалежних груп для розробки та оцінки технологій COVID-19, які в той час були по суті експериментальними і недоведеними.
До завдань кожної групи входило створення і розвиток однієї форми тестування COVID-19. Кожна група мала наукового керівника і зосередилася на розробці однієї технології прямого LAMP, LAMPore, мас-спектрометрії, RNA LAMP, ПЛР в місцях надання медичної допомоги, машинних зчитують тестів бічного потоку і не машинних тестів бічного потоку або швидких тестів.
Плани по сортуванню і оцінці машинних технологій очолювалися TVG (групою технічної валідації) уряду Великої Британії, а не машинних технологій — групою нагляду COVID-19 за участю Public Health England, Національної служби охорони здоров'я, академічних / наукових консультантів і DHSC.
Розробкою LAMP керував професор Кіт Годфрі з Університету Саутгемптона.
Компанія Oxford Nanopore розробила технологію під назвою LAMPore. Вони уклали контракт на поставку мільйонів тестів, заснованих на новому методі тестування під назвою «Ампліфікація транскриптазної петлі» (LAMP), який в даний час знаходиться в стадії розробки; передбачається, що ці тести зможуть видавати результат менш ніж за годину. Уряд також заплатило 323 мільйони фунтів стерлінгів за 90 мільйонів 20-хвилинних наборів для тестування слини, хімікатів і 600 машин «Genie HT», вироблених компанією OptiGene, розташованої в Хоршемі, Сассекс.

## Історія
Про проект було оголошено на брифінгу на Даунінг-стріт Борисом Джонсоном, прем'єр-міністром Великої Британії 9 вересня 2020 року. Джонсон припустив, що масове тестування дозволить знову відкрити спортивні та розважальні заклади після їх закриття на початку пандемії, а також дасть можливість людям зібратися на різдвяні вечірки. До цього моменту вчені використовували тестування для виявлення людей, що дають позитивний результат на вірус, але Джонсон описав те, що він назвав «підходом" Moonshot "» — тест, який покаже людей з негативним результатом, які не представляють потенційну небезпеку для оточуючих, тим самим даючи їм «пропуск на свободу», щоб відвідувати заходи і збиратися з іншими людьми «в довірусном режимі». Була оголошена пілотна схема для заходів в приміщенні і на відкритому повітрі в Салфорді, Великий Манчестер, яка почнеться в жовтні, після чого планується її поширення на всю країну. Однак в той час було неясно, який тип тестів може бути використаний для масового тестування, хоча було ясно, що мова може йти або про виявлення вірусного антигену за допомогою латерального потоку, або про ізотермічної ампліфікації, опосередкованої петлею зворотного транскрипції. 18 серпня на прохання міністрів Міністерства охорони здоров'я і соціального забезпечення Великої Британії Public Health England Porton Down і Оксфордський університет отримали завдання розробити інфраструктуру клінічних досліджень і оцінки, необхідну для виявлення найбільш перспективних пристроїв бічного потоку з найкращими експлуатаційними характеристиками.
Приблизно за тиждень до заяви Джонсона Метт Хенкок, міністр охорони здоров'я, оголосив, що уряд виділить 500 млн фунтів стерлінгів на розробку тесту по слині, який дасть результат протягом 20 хвилин. Такі тести будуть використовуватися на робочих місцях і в місцях відпочинку, щоб регулярно перевіряти тих, хто заходить туди. Метою програми є проведення 10 мільйонів тестів в день до 2021 року, що дозволить щотижня тестувати все населення Сполученого Королівства, при цьому для полегшення доступу населення до тестування будуть використовуватися кабінети лікарів загальної практики і аптеки.
До програми підключилися кілька приватних компаній, в тому числі GSK для надання тестів, AstraZeneca для лабораторних потужностей, а Serco і G4S для зберігання і логістики. Одним з радників уряду з питань експрес-тестування є епідеміолог з Гарварду Майкл Міна, який запропонував аналогічну програму «moonshot» в США.
До 13 жовтня 2020 року пілотна схема в Салфорді, яка спочатку передбачала регулярне тестування всіх 254 000 жителів, була значно скорочена, і урядові джерела повідомили, що тепер вона буде «зосереджена на середовищах і групах підвищеного ризику», а тестування буде запропоновано жителям «деяких районів з високою щільністю забудови ». 19 жовтня 2020 року уряд оголосив про початок пілотного проекту з тестування на LAMP і латеральний потік для безсимптомного персоналу в лікарнях міста Манчестер, Саутгемптона і Бейсінгстока, а «школи, університети і будинки пристарілих в найбільш постраждалих регіонах» будуть тестуватися пізніше.
22 жовтня 2020 року стало відомо, що операція «Moonshot» була «включена» в програму NHS Test and Trace (NHSTT), якою керує Дідо Хардінг. В юридичному листі урядових юристів у відповідь на пропозицію Проекту доброго права ретельно вивчити суми державних грошей, виплачуваних приватним підрядникам, говориться наступне: «Пропозиція, згадане в Project Moonshot Briefing Pack, було розроблено поряд з існуючою програмою NHS Test and Trace Департаменту охорони здоров'я та соціального забезпечення (DHSC). Затверджений "основний" бюджет NHSTT становив приблизно £ 12,1 млрд. Суть пропозиції, згаданого в Project Moonshot Briefing Pack, з тих пір була включена в NHSTT, що відображає мінливі і постійно мінливі політичні вимоги в області тестування. Це стало називатися частиною програми "масового тестування" NHSTT ». Оголошені плани масового тестування передбачають щотижневе тестування до 10% населення Англії з використанням мільйонів 30-хвилинних наборів слини, виготовлених компанією Innova, «щоб допомогти контролювати локальні спалахи». Місцеві директора по громадській охороні здоров'я будуть «мати право щотижня отримувати кількість тестів, еквівалентну 10% населення їх країни».
5 листопада 2020 року газета The Guardian повідомила, що експрес-тести на слину «Пряма RT-лампа», вироблені компанією OptiGene і використовувалися в пілотних випробуваннях в Солфорді і Манчестері, виявили тільки 46,7% інфекцій, що означає, що в реальних умовах більше половини інфікованих будуть помилково вважати, що вони вільні від вірусу. Вчений з DHSC заявив: «Невірно стверджувати, що тести мають низьку чутливість: недавній пілотний проект показав, що загальна технічна чутливість становить майже 80%, підвищуючись до 96% у людей з більш високим вірусним навантаженням, що робить їх важливими для виявлення людей на інфекційної стадії. Тепер завдання полягає в тому, щоб зрозуміти причини різниці між заявленою чутливістю в одній оцінці і в безлічі інших.

## Прийом
Ця заява швидко викликало пильну увагу з боку вчених і експертів в області охорони здоров'я, які висловили сумнів у тому, що тестування декількох мільйонів чоловік в день з швидким виконанням замовлення можна досягти лише при існуючих на той момент лабораторних можливості. Сер Патрік Валланс, головний науковий радник уряду, сказав, що було б «абсолютно невірно думати, що це — безумовний шанс, який обов'язково здійсниться», а доктор Дженні Харріс, заступник головного санітарного лікаря Англії, заявила, що успіх програми буде залежати від того, як вона буде здійснюватися.
Опозиційні політики, включаючи Джонатана Ешворт, тіньового міністра охорони здоров'я, поставили під сумнів доцільність програми в умовах, коли система вже насилу справляється з обсягом необхідних від неї тестів. Міністр транспорту Грант Шаппс, відповідаючи на побоювання, заявив, що технології для впровадження системи ще не існує.

### Побоювання з приводу приватизації програми і вартості
10 вересня 2020 року Британська медичний журнал процитував витік документа, в якому прогнозувалося, що цей процес обійдеться в 100 млрд фунтів стерлінгів — відносно близько до загальним річним витратам NHS England в 130 млрд фунтів стерлінгів. Той факт, що в планах значна частина цієї суми буде виплачена приватним компаніям, привернув увагу коментаторів. Деві Шрідхара (Единбурзький університет) сказав: "Є підстави виділити додаткові мільярди НСЗ і попросити її виконати свою роботу. У мене є побоювання з приводу процесу тендеру на ці контракти. Процес закупівель не ясний, і він дозволяє багатьом людям збагатитися на цій кризі". Ентоні Костелло, колишній директор Всесвітньої організації охорони здоров'я, сказав в Твіттері про «марнотратстві / корупції космічного масштабу». Мартін Маккі, професор європейської громадської охорони здоров'я в Лондонській школі гігієни і тропічної медицини, задався питанням, який парламентський контроль буде здійснюватися за витрачанням коштів.
Вчені з університетів Глазго, Сент-Ендрюса і Ньюкасла, які пишуть в журналі Королівського медичного товариства, заявили, що рішення відокремити місцеві департаменти громадської охорони здоров'я і загальні практики від системи тестування приватного сектора привело до «затримки контролю спалахів», додавши: "Не дивлячись на недоліки цієї в основному приватної, високоцентралізованою системи тестування і відстеження NHS, було повідомлено, що уряд має намір розширити масштаби тестування, щоб забезпечити щотижневі тести для всього населення ". Компанія Deloitte і безліч комерційних компаній уклали контракти на проведення таких тестів в рамках операції «Місячна стріла», плану по збільшенню кількості тестів до 10 мільйонів в день, вартістю 100 мільярдів фунтів стерлінгів — 70 відсотків річного бюджету НСЗ Англії… Ми закликаємо уряд Вестмінстера припинити приватизацію тестування, відновити і інвестувати в первинну допомогу NHS, суспільна охорона здоров'я та лабораторні служби NHS, а також перерозподілити ресурси з поточних приватних програм тестування назад в місцеву первинну допомогу, місцеві лабораторії NHS і місцевий сектор громадської охорони здоров'я". Проект «Гарне право» ініціював судовий позов проти уряду, стверджуючи, що програма незаконна, оскільки вона "включає в себе потенційно величезні приватні контракти, які, можливо, не пройшли тендер, і порушує власні правила уряду по співвідношенню ціни і якості.
Науково-консультативна група з надзвичайних ситуацій (SAGE), створена урядом, в консенсусному заяві від 31 серпня 2020 року заявила, що важливо "переконатися, що будь-яка програма масового тестування забезпечує додаткові переваги в порівнянні з інвестуванням еквівалентних ресурсів в (i) підвищення швидкості і охоплення NHS Test and Trace для симптоматичних випадків… і (ii) рівень самоізоляції і карантину для тих, у кого позитивний тест (в даний час, за оцінками, <20 % залишаються відповідними)"; вона додала, що «масове тестування може призвести до зниження передачі тільки в тому випадку, якщо люди з позитивним тестом швидко проведуть ефективну ізоляцію». Мартін МакКі сказав, що програма "фокусує свою увагу виключно на одній частині проблеми — тестуванні, і нічого не говорить про те, що буде з тими, у кого тест виявився позитивним, що викликає особливе занепокоєння, враховуючи низьку частку тих, хто дотримується рекомендацій по ізоляції — почасти через відсутність підтримки, яку їм пропонують". У відповідь на питання уряд повідомив про виділені 500 мільйонів фунтів стерлінгів.

### Небезпека хибнопозитивних результатів при масовому тестуванні
Інше питання, піднятий статистиками, такими як Девід Шпігельхальтер (Кембриджський університет), полягає в тому, що масове тестування, як відомо, дає хибнопозитивні результати. Професор Джон Дікс (Університет Бірмінгема, Кокрейн) заявив, що навіть якщо тест досягне дуже хорошою специфічності в 99 %, що означає, що тільки 1 % здорових людей будуть помилково ідентифіковані як інфіковані, тестування всього населення Великої Британії призведе до того, що понад півмільйона людей буде сказано, що вони повинні самоізолюватись, разом з їх контактами. За оцінками Дікса, число хибнопозитивних результатів може перевищити число реально інфікованих людей в співвідношенні 1 000 к 1. У документі, опублікованому SAGE, йдеться, що програма може привести до того, що протягом шести місяців 41 % населення Великої Британії будуть змушені самоізолюватись через хибнопозитивних результатів, і попереджається про можливе закриття шкіл і втрати заробітної плати працівниками через неправильні результатів тестів. 11 вересня 2020 року це побоювання були підтримані Королівським статистичним суспільством, яке в листі до газети The Times попередило, що план «не враховує фундаментальних статистичних питань» і ризикує «нанести особистий і економічний збиток десяткам тисяч людей».

### Небезпека помилково негативні результати при домашньому тестуванні
Анжела Раффл і Майк Гілл, які написали в Британському медичному журналі в квітні 2021 року назвали масовий скринінг у Великій Британії «помилковою політикою, яка навряд чи знизить передачу інфекції», стверджуючи, що у людей може виникнути «спокуса» використовувати домашні набори замість того, щоб пройти більш чутливий тест ПЛР, в результаті чого вони будуть «помилково заспокоєні».

### Експертиза
Академіки, які ознайомилися з просочилися документами, висловили стурбованість з приводу явного відсутності вкладу «вчених, клініцистів, експертів в галузі суспільної охорони здоров'я, тестування і скринінгу». 11 вересня 2020 року газета The Guardian повідомила, що з Національним скринінговим комітетом, який зазвичай консультує уряд і НСЗ по «всім аспектам скринінгу населення», не проводилися консультації з приводу планів. Еллісон Поллок (Університет Ньюкасла) заявила, що вважає це незрозумілим, оскільки багато британські експерти були доступні. Джон Дікс додав: "Є серйозна причина для занепокоєння в тому, що в документах немає досвіду скринінгу. Вони написані консультантами з управління ".